# John M. O'Sullivan
John Marcus O'Sullivan (18 février 1881-9 février 1948) est un homme politique irlandais du Fine Gael qui est ministre de l'Éducation de 1926 à 1932 et secrétaire parlementaire du ministre des Finances de 1924 à 1926. Il est Teachta Dála (TD) de 1923 à 1943.

## Biographie
O'Sullivan est né à Killarney, dans le comté de Kerry, en 1881, deuxième fils de M. O'Sullivan, un marchand. Il fait ses études au St Brendan's College de Killarney, au Clongowes Wood College, puis à l'University College de Dublin (UCD), à l'Université de Bonn et à l'Université de Heidelberg, où il obtient un doctorat. Il est nommé à la chaire d'histoire moderne de l'UCD en 1910.
Il est élu pour la première fois au Dáil Éireann en 1923 en tant que député Cumann na nGaedheal pour la circonscription de Kerry North. Il est secrétaire parlementaire du ministre des Finances de 1924 à 1926. Il est nommé au Cabinet en 1926, servant sous William T. Cosgrave en tant que ministre de l'Éducation. En 1926, un rapport de la deuxième Conférence nationale sur le programme lui est présenté en tant que ministre de l'Éducation. Il accepte que toutes les propositions énoncées dans le rapport soient recommandées comme programme d'études national. Sa principale réalisation ministérielle est la loi sur l'enseignement professionnel de 1930,. Il fait partie de la délégation irlandaise auprès de la Société des Nations, en 1924 et de 1928 à 1930. Il est réélu à chaque élection jusqu'en 1943, date à laquelle il perd son siège au Dáil. Il se retire ensuite de la politique.
Il épouse Agnes Crotty et ils ont 4 enfants, deux fils et deux filles. O'Sullivan est décédé le 9 février 1948, à son domicile de Rathgar, Dublin.